# Phaps
Genre
Phaps est un genre d'oiseaux de la famille des Columbidae. Il est constitué de trois espèces de colombines.

## Liste d'espèces
D'après la classification de référence (version 2.2, 2009) du Congrès ornithologique international (ordre phylogénique) :
- Phaps chalcoptera – Colombine lumachelle
- Phaps elegans – Colombine élégante
- Phaps histrionica – Colombine arlequin